# Just Say Yes (EP)
| Críticas profissionais | Críticas profissionais |
| Avaliações da crítica  | Avaliações da crítica  |
| Fonte                  | Avaliação              |
| ---------------------- | ---------------------- |
| AbsolutePunk           | [ 1 ]                  |

Just Say Yes é o primeiro EP lançado pelo The Narrative em 30 de Agosto de 2008 com a ajuda do produtor Bryan Russell em seu estúdio Red Wire Audio.

## Produção
As gravações do EP começaram em 2007 enquanto a banda se preparava para começar uma carreira musical, tendo influência da banda Death Cab For Cutie, na produção das músicas. 
A capa do EP foi inspirada em um ensaio fotográfico da banda feito por RockMyCamera em 2008.
O EP recebeu um bom review no site Absolutepunk.net "Se você ainda não amou Just Say Yes na primeira vez que ouviu, garanto que na quinta ( e também na trigésima ) tenho certeza. Descobrir essas pequenas joias do Pop é tão divertido quanto ficar perdido em toda sua gigantesca camada".

## Aparição em Séries
Algumas musicas do EP como "Waiting Room" e "The Moment That It Stops" estiveram em grandes séries e reality shows na MTV em 2010, "Real World : Brooklyn","Real World: Cancun" e "Jersey Shore".

## Faixas
| Faixas do EP 'Just Say Yes' |                                |                 |         |  |
| N.º                         | Título                         | Compositor(es)  | Duração |  |
| 1.                          | "Castling"                     | Gabriel, Zeldin | 4:19    |  |
| 2.                          | "The Moment That It Stops"     | Gabriel, Zeldin | 4:56    |  |
| 3.                          | "Eyes Closed"                  | Gabriel, Zeldin | 4:30    |  |
| 4.                          | "Libra"                        | Gabriel, Zeldin | 5:25    |  |
| 5.                          | "The Photographer's Daughter"" | Gabriel, Zeldin | 3:49    |  |
| 6.                          | "Waiting Room"                 | Gabriel, Zeldin | 4:18    |  |
| Duração total:              | Duração total:                 | Duração total:  | 27:12   |  |

## Equipe
The Narrative
- Jesse Gabriel (Vocal / Violão)
- Suzie Zeldin (Vocal / Teclado)

Produção
- Bryan Russell ( Red Wire Audio )
- Designer: Laura Berger